# Polyplax dentaticornis
Polyplax dentaticornis är en insektsart som beskrevs av Ewing 1935. Polyplax dentaticornis ingår i släktet Polyplax och familjen ledlöss. Inga underarter finns listade i Catalogue of Life.